# Poštovní dvůr (Karlovy Vary)
Historická památka Poštovní dvůr se nachází na okraji lázeňské části města Karlovy Vary u silnice do Mariánských Lázní a Plzně. Objekt byl postaven v roce 1781 v klasicistním stylu, roku 1810 pak přestavěn ve stylu empír.
Byl prohlášen kulturní památkou, památkově chráněn je od 3. května 1958, event. 5. února 1964, rejstř. č. ÚSKP 16053/4-877.

## Z kroniky
Kronikář P. Leopold Stöhr o Poštovním dvoře v roce 1802 napsal:
Poštovní dvůr je venkovský dům s vysokým – od karlovarského Josefa Kramolína dobře vymalovaným – tanečním sálem ve slohu, s galeriemi a postranními pokoji. Často tu pořádají plesy také vznešená panstva a celé společnosti obědvají v sále. V každé době lze tu dostat rozličné pokrmy, studené i teplé nápoje. Před touto sálovou budovou je restaurační zahrada s arkádami, stoly a lavicemi a roztomilý čínský pavilónek. Ale řádila tu dlouhá chvíle, nerozvážnost a neukázněnost, která znešvařila malby zcela po řemeslnicku bezvýznamnými jmény a podobně.
P. Leopold Stöhr – Ansicht oder neueste Beschreibung von Karlsbad, wie es jetzt ist (1802)

## Historie
Klasicistní budovu, původně poštovní dvorec s přepřahací stanicí poštovních koňských spřežení, nechal vystavět v roce 1791 karlovarský poštmistr Josef Korb. Dvorec stál u nejvyhledávanější karlovarské promenádní cesty na trase předepsaných lázeňských vycházek. K hlavní budově tehdy patřily stáje pro 36 párů koní, přístřešky pro dostavníky, kůlna a seník. Uprostřed budovy byl zřízen velký slavnostní sál, který nechal Josef Korb ozdobit freskami malíře Josefa Kramolína. V zahradě se starými buky dal zřídit pergoly, arkády a útulné altánky, kde hrávali hudebníci. Poštovní dvorec se tak postupně stal vyhledávaným střediskem lázeňské společnosti.
Po deseti letech se Korb vzdal poštmistrování a podle zákona ztratil ve prospěch císaře i svůj Poštovní dvůr. Jiné zdroje uvádějí, že v roce 1801 prodal poštmistr Korb dvorec spolu s karlovarským poštovním regálem a budovou pošty na Tržišti c. k. eráru (za 75 000 zlatých). C. k. státní zastupitelství pak pronajalo budovu poštovního dvorce včetně zahrady karlovarskému měšťanu (nájemci Saského sálu) Filipu Valentinu Keilovi, který přišel do Karlových Varů jako komorník lorda Findlatera. Valentin Keil dal před průčelím hlavní budovy zřídit zeleninovou zahradu s čínským pavilonem, lavičkami a stolky a nechal zvelebit okolí.
V letech 1801–1804 byla z podnětu lorda Findlatera vybudována kolem bývalého poštovního dvorce silnice do Březové. Někdy po roce 1801 vypracoval Franz Anton Payer plán Poštovního dvora, dochovaný v archivu ÚDU AV ČR. Kronikář Stöhr ve svém prvním průvodci z roku 1802 doporučuje místo jako vhodný cíl lázeňských hostů.
Dne 6. února 1804 povolil císař František II. v Karlových Varech zřízení špitálu pro chudé lázeňské hosty a tomuto špitálu věnoval Poštovní dvůr včetně pozemků. Město, jako správce špitálu (sv. Bernarda), poté pronajímalo Poštovní dvůr na jeden rok. Nájemci se zde střídali, ale žádný neinvestoval do oprav budovy. V roce 1808 dal císař souhlas k prodeji tehdy již značně zchátralého Poštovního dvora. Dne 26. června 1809 byla uskutečněna dražba, ve které byl objekt odprodán Gotthelfu Friedrichu Pfitzmeierovi s nejvyšší nabídkou 4 510 zlatých. Pfitzmeier přišel do Karlových Varů jako cukrář lorda Findlatera a rovněž se zde usadil. V roce 1807 se oženil se sestrou prvního nájemce objektu Valentina Keila. Objekt nechal opravit, empírově přestavět a od počátku sezóny roku 1810 jej provozoval jako výletní kavárnu – Caffé Posthof.
Po napoleonských válkách se značně zvýšil počet návštěvníků Karlových Varů a kapacita stávajícího sálu již nepostačovala. Gotthelf Friedrich Pfitzmeier se rozhodl zvětšit prostory sálu, což uskutečnil v letech 1817–1818. V roce 1827 dal postavit zahradní salón s pěti průčelními klenutými okny a zelinářskou zahradu přeměnit na okrasnou. Po Pfitzmeierově smrti v roce 1836 převzal péči o Poštovní dvůr jeho mladší syn Heinrich. Ten však po čtyřech letech náhle zemřel a majetek získala jeho vdova Theresia, rozená Ungerová.
Theresia v roce 1867 prodala Poštovní dvůr včetně všech realit (za 16 000 zlatých) a mobiliář, řemeslné a zařizovací předměty (za 4 000 zlatých) manželům Friedrichovi a Marii Ungerovým, za nichž získal Poštovní dvůr současnou podobu. Friedrich Unger nechal prodloužit zahradní salón, přistavět verandu a podél silnice postavit prosklenou verandu. V roce 1902 Ungerovi prodali Poštovní dvůr manželům Wenzelovi a Anně Funkovým (za 750 000 korun). Ti ho v roce 1907 prodali manželům Aloisovi a Emilii Kifflovým (nájemcům hotelu Bayerischer Hof ve Vřídelní ulici a majitelům karlovarského nakladatelství). V roce 1939 Alois Kiffl zemřel a dědictví se ujal společně s matkou Emilií syn Anton Kiffl, který jej vlastnil až do konce druhé světové války v roce 1945.
Po druhé světové válce byl Poštovní dvůr znárodněn. Během následujících 40 let zde nebylo nic opravováno a objekt postupně chátral.
V roce 1992 zakoupila areál společnost CIMEX a v letech 1992–1994 došlo k jeho generální opravě (vč. litinové verandy). Dne 20. července 1994, přesně sto let po premiéře Novosvětské symfonie, se konalo slavnostní znovuotevření Poštovního dvora. Vlastníkem objektu se poté stala jedna ze společností skupiny CIMEX group, konkrétně EXCELSIOR, a. s. Jednalo se o akciovou společnost POŠTOVNÍ DVŮR, která byla 2. prosince 2002 přejmenována a jejímž jediným vlastníkem byl od 1. října 2007 Philibert International Group N.V. se sídlem 1077 Amsterdam, Strawinskylaan 1143 C-11, Nizozemské království.
V současnosti (únor 2021) je stavba evidována jako objekt občanské vybavenosti v majetku společnosti Poštovní dvůr s. r. o. s exekučním příkazem k prodeji nemovitosti a zahájením exekuce.

## Popis

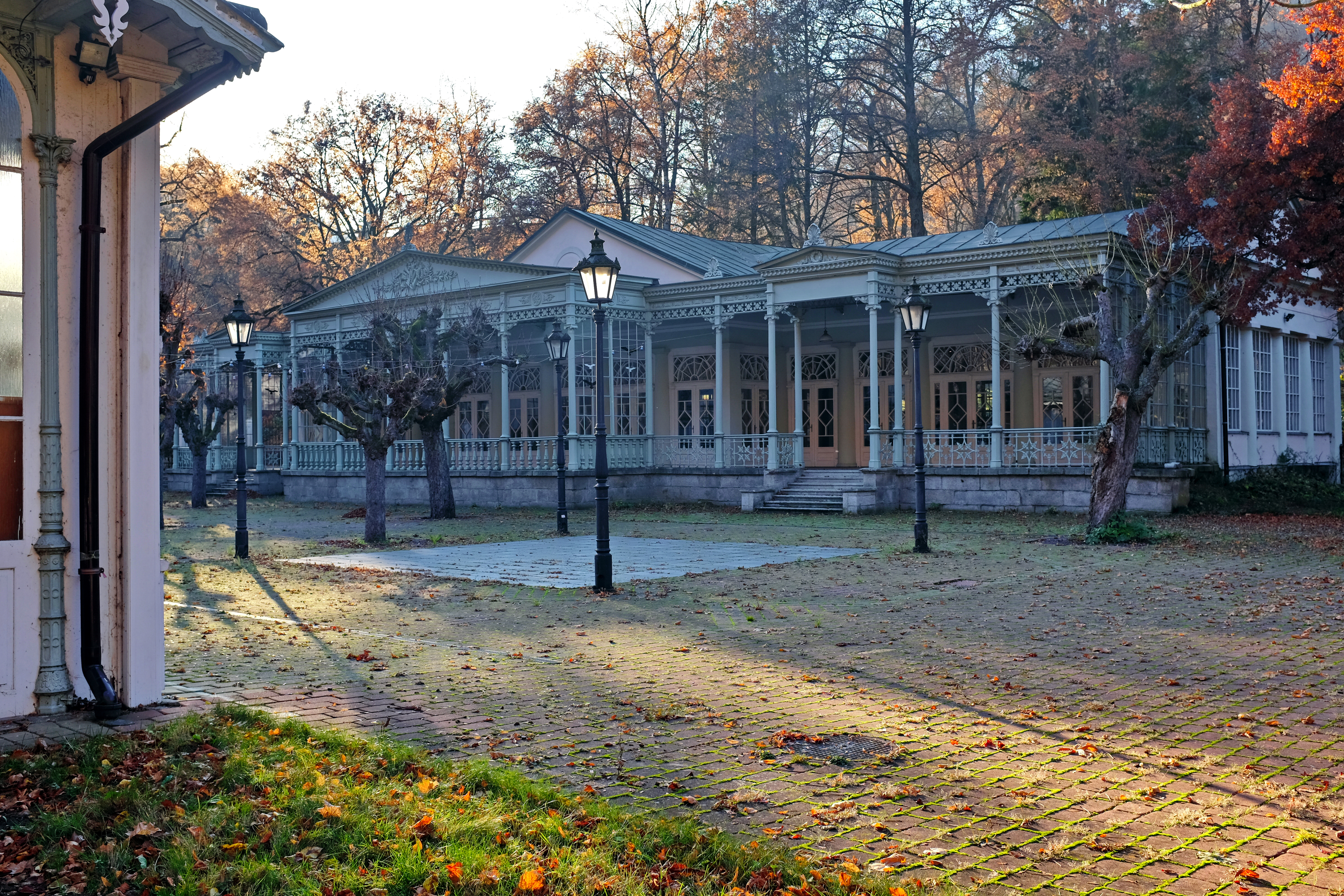
Litinová veranda, nejstarší železná lázeňská stavební památka na území ČR

Poštovní dvůr je situován v údolí na levém břehu řeky Teplé. Areál přiléhá z jedné strany k silnici Karlovy Vary – Mariánské Lázně (Plzeň) a ze strany druhé sousedí s městským parkem. Sloužil k účelům reprezentačním a zábavním a jako cíl častých vycházek lázeňských hostů.
Jedná se o klasicistní, empírově upravenou patrovou budovu na obdélném půdorysu s mladším západním kolmým křídlem z roku 1818. Krytá je šindelovou mansardovou střechou. Průčelí budovy je zvýrazněno patrovým středovým rizalitem z doby přestavby v roce 1810. Hlavní budova má zachovaný reprezentační sál s balustrádou a sloupovím zdobený významnou freskou.
Z doby velkých úprav po roce 1867 zde stojí nejstarší železná lázeňská stavební památka na území České republiky – litinová veranda. Byla postavena podle návrhu vídeňských architektů Fellnera a Helmera. Přiléhá k západnímu křídlu hlavního objektu, sestává z 15 litinových sloupových polí a dvou portálů s dekorativní a symbolickou výzdobou s motivy hudby.

### Reprezentační sály

#### Labitzkého sál / dříve Blücherův
Hlavní sál objektu je v prvním patře a vystupuje se k němu schodištěm na čelní straně budovy. Původně se sál nazýval Blücherův na počest vítěze nad Napoleonem maršála Gebharda Leberechta von Blücher, který v roce 1816 Karlovy Vary navštívil. V horní části po všech čtyřech stranách obíhají galeriové ochozy vynesené ze tří stran klasickými sloupy toskánského řádu. Z průčelí a zadní strany je sál osvětlen gotizujícími okenními otvory.
Strop sálu je zdoben zrcadlovou nástropní freskou od českého malíře Josefa Kramolína z doby kolem roku 1800 ve stylu pozdně barokního ilusionismu a nastupujícího romantismu. Alegorická malba žní zachycuje bohyni hojnosti Ceres, sedící na oblaku a rozdávající snopy polní úrody. Bohyně je obklopena svým průvodem a po stranách na obloze jsou andělé s květinovými věnci. Na stěnách sálu jsou nástěnné malby od téhož autora se scénami z loveckého života. V místnosti bývala umístěna lóže pro netančící hosty a místo pro orchestr. Nad nimi byla ve volném prostoru situována galerie a místa pro přihlížející.

#### Pruský sál
Ve druhém křídle objektu je umístěn Pruský sál, druhý reprezentativní prostor z roku 1818.

## Společenský a kulturní život

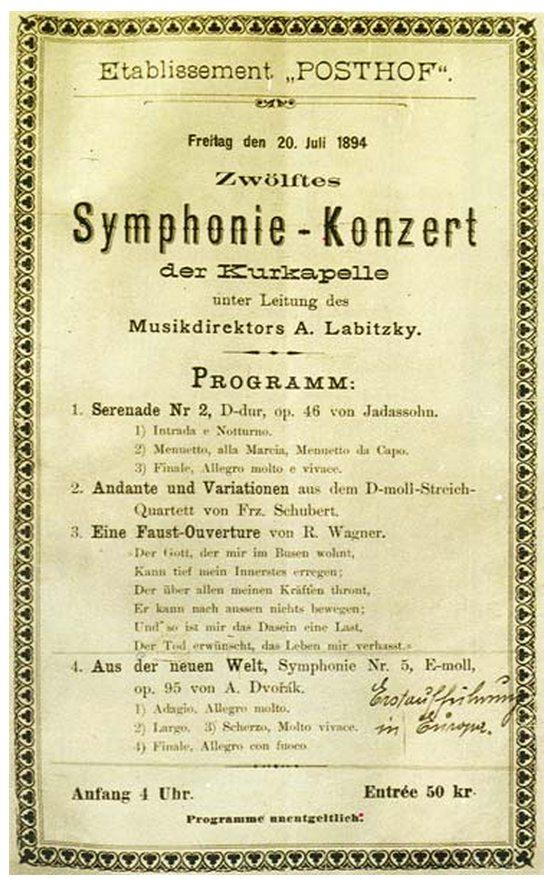
Plakát na koncert, na kterém byla v kontinentální premiéře uvedena Novosvětská symfonie Antonína Dvořáka za řízení Augusta Labitzkého

Postupem doby se z Poštovního dvora stalo nejoblíbenější společenské a zejména hudební středisko lázeňského města s kavárenským a restauračním provozem a vyhlášeným cílem lázeňských hostů. Konaly se zde plesy, koncerty, výstavy a konference a místo navštěvovaly slavné osobnosti.
- Dramatik Friedrich Schiller, básník Johann Wolfgang von Goethe, básník Karl Theodor Kőrner, vévodkyně Dorothea Kuronská a její sestra básnířka Elisa von der Recke, císařovna Marie Ludvika, pruský polní maršál kníže Gebhard Leberecht von Blücher aj.
- Roku 1816 zde byla uspořádána oslava narozenin pruského krále Fridricha Wilhelma III.
- Již v roce 1818 byly uspořádány dva koncerty slavné italské pěvkyně Angelici Catalani, kterou si přišel poslechnout i Johann Wolfgang von Goethe, Ján Kollár, kníže Metternich či kníže Schwarzenberk.
- V roce 1828 tu při své návštěvě Karlových Varů odehrál houslový koncert virtuóz Niccolò Paganini.
- Dne 15. srpna 1839 v slavnostním sále uspořádal ples vévoda Arnošt Sasko-Kobursko-Gothský, spolu se svým bratrem princem Albertem, snoubencem a pozdějším manželem britské královny Viktorie.
- V roce 1843 zde uspořádali karlovarští radní oslavu na počest významného balneologa Jeana de Carroa, které se zúčastnilo mnoho osobností zvučných jmen z oblasti medicíny.
- Koncentroval tu Karlovarský lázeňský orchestr, založený roku 1835, pod taktovkou dirigenta Josefa Labitzkého. Od roku 1846 se zde dvakrát v týdnu odpoledne hrály lázeňské koncerty.
- Roku 1852 se konala řada společenských akcí na počest řeckého krále Otty I.
- V roce 1868 se stal šéfem symfonického orchestru po svém otci dirigent August Labitzký, který pokračoval v hudební tradici Poštovního dvora. Již od roku 1875 zde pořádal pravidelné páteční koncerty s náročnou dramaturgií a 55členným orchestrem. Symfonická díla německých klasiků byla postupně doplňována skladbami českých autorů. Nejdříve byly uváděny skladby Bedřicha Smetany a od roku 1879 rovněž Antonína Dvořáka.
- Dne 1. května 1879 zde zazněla při zahájení ročního cyklu pravidelných pátečních symfonických koncertů první Dvořákova skladba v Karlových Varech Slavnostní pochod, pouhých devět dní po premiéře v Praze.
- Dne 22. srpna 1879 zde bylo představeno provedení Smyčcové serenády E-dur za přítomnosti Antonína Dvořáka, který tehdy poprvé přijel do Karlových Varů. Skladatel byl potěšen skvělým provedením i vřelým přijetím svého díla návštěvníky koncertu.
- Dne 1. srpna 1881 zde proběhla slavnost Slovanské besedy, na které Karlovarský lázeňský orchestr provedl Smetanovu symfonickou báseň Vltava a Labitzkého Třetí směs českých národních písní. Josefu Labitzkému byl tehdy předán vavřínový věnec s červenobílými stuhami s nápisem:Na důkaz úcty Čechů k věhlasnému skladateli, jenž před půl stoletím první počal klestiti cestu české písni v hudbě světové

- Dne 20. července 1894 zde poprvé na pevninské Evropě zazněla Dvořákova symfonie číslo 9 E-moll Z Nového světa v přednesu Karlovarského lázeňského orchestru pod taktovkou Augusta Labitzkého. Skladba zazněla během pravidelných pátečních koncertů v hlavním programu po úvodních skladbách autorů Jadassohna, Franze Schuberta a Richarda Wagnera. Po koncertě vyšel článek známého vídeňského hudebního kritika Eduarda Hanslicka v časopise Neue Freie Presse, v němž mimo jiné uvádí:Karlovarskému lázeňskému orchestru děkuji za poznání mnohých, ve Vídni ještě neprovedených skladeb. Při svých odpoledních koncertech v Poštovním Dvoře uvádí koncerty vysoké umělecké úrovně. Největším kladem je neobyčejně bohatý a stále se střídající repertoár, včetně nejnovějších vynikajících děl současných žijících autorů. Pro nejbližší koncerty je hlášena Brahmsova II. symfonie a Dvořákova Symfonie D-dur, ve Vídni dosud nehraná, ale v Londýně již provedená s mimořádným úspěchem pod taktovkou Hanse Richtera ...

- Dne 10. srpna 1910 byla v Poštovním dvoře odhalena pamětní deska, připomínající účast prince Alberta Sasko-Kobursko-Gothského na plese v roce 1839, která však byla odstraněna patrně v období první světové války z důvodu silných protibritských nálad.
- Významná hudební tradice Poštovního dvora pokračovala i po první světové válce. Dne 25. května 1914 se zde představil druhý stálý profesionální Karlovarský symfonický orchestr.
- V roce 1961 byla v zahradním průčelí budovy instalována pamětní deska od karlovarského akademického sochaře Vladimíra Relicha připomínající provedení evropské kontinentální premiéry Dvořákovy Novosvětské symfonie v roce 1894. Slavnostní odhalení desky proběhlo dne 9. října 1961.